# Загуже (Люблінський повіт)
Загуже (пол. Zagórze) — село в Польщі, у гміні Белжиці Люблінського повіту Люблінського воєводства.
Населення — 332 особи (2011).
У 1975-1998 роках село належало до Люблінського воєводства.

## Демографія
Демографічна структура станом на 31 березня 2011 року:
|          | Загалом | Допрацездатний вік | Працездатний вік | Постпрацездатний вік |
| -------- | ------- | ------------------ | ---------------- | -------------------- |
| Чоловіки | 149     | 26                 | 107              | 16                   |
| Жінки    | 183     | 36                 | 98               | 49                   |
| Разом    | 332     | 62                 | 205              | 65                   |